# Брідок (гідрологічний заказник)
Брідок — гідрологічний заказник місцевого значення в Україні. Розташований у межах Козельщинського району Полтавської області біля села Буняківка. 
Площа заказника дорівнює 551,9 га. Статус заказника надано згідно з рішенням облради від 12.02.1999 року. Перебуває у віданні Говтвянської сільської ради.

## Галерея

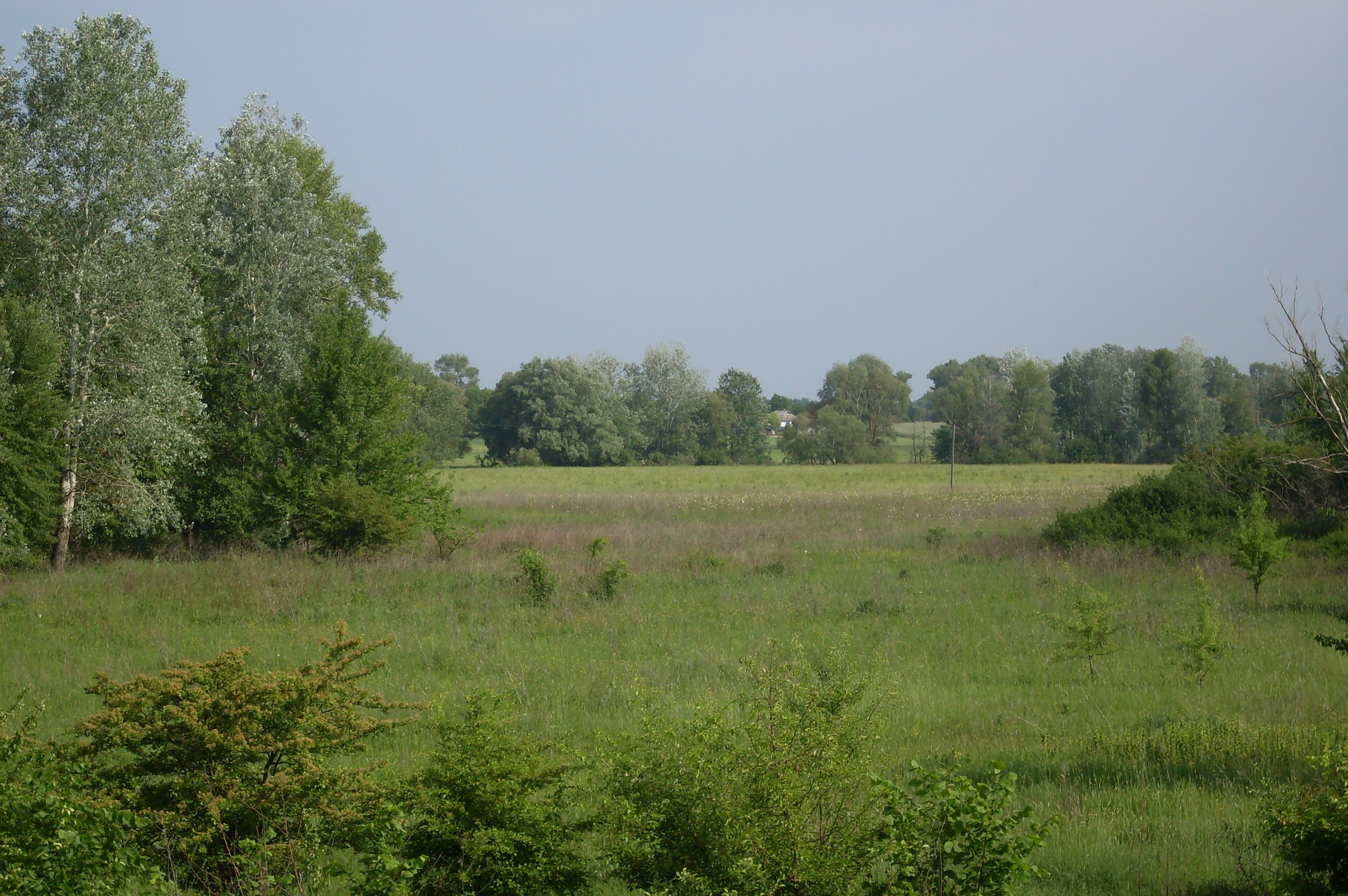
Заказник Брідок
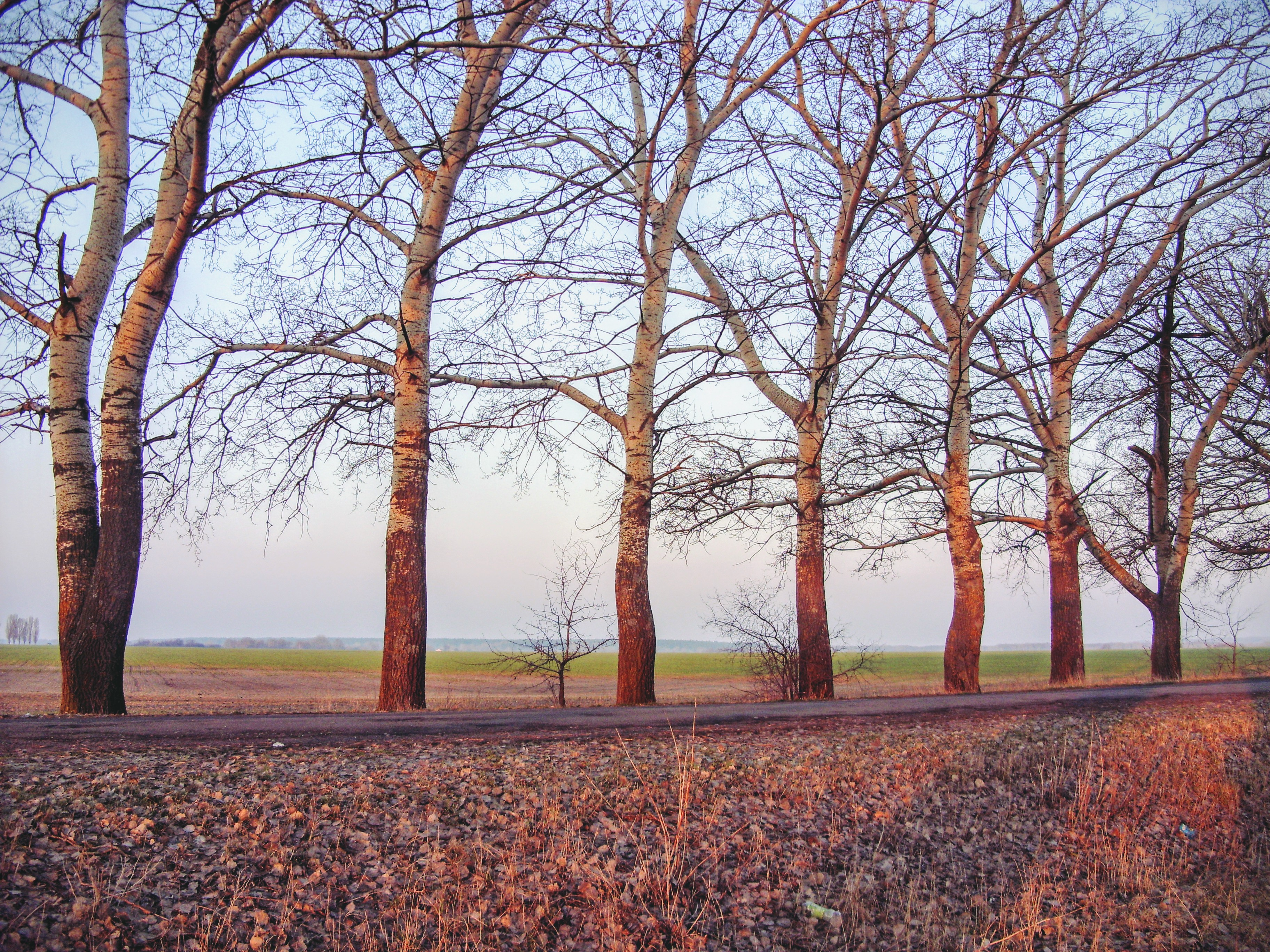
Осики біля річки Говтви
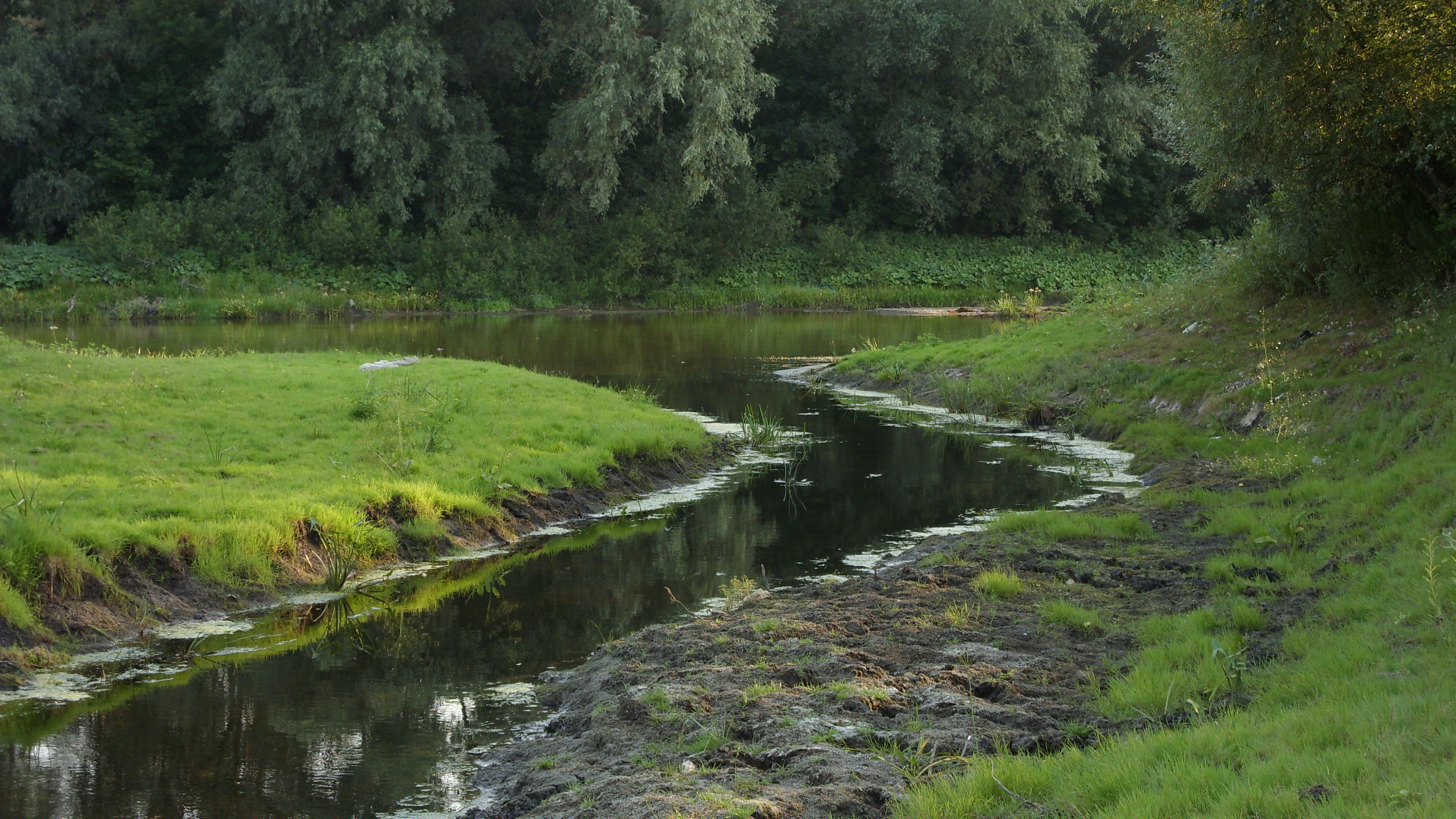
Річка Говтва
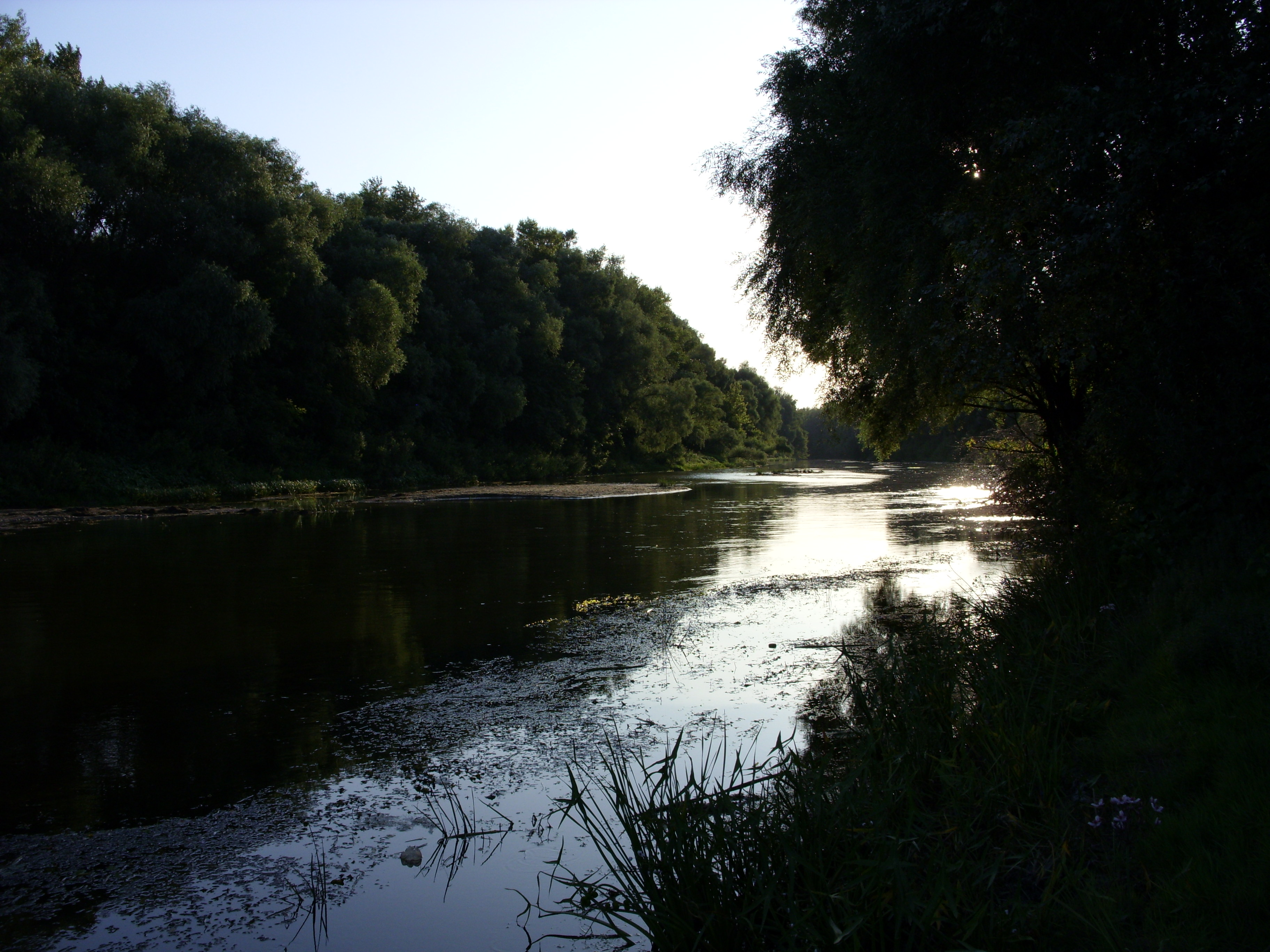
Річка Псел ввечері біля гирла річки Говтви